# Amanda Nildén
Amanda Nildén (født 7. august 1998) er en kvindelig svensk fodboldspiller, der spiller midtbane/forsvar for italienske Juventus i Serie A og Sveriges kvindefodboldlandshold. Hun har tidligere spillet for IF Brommapojkarna, AIK, Eskilstuna United,  og Brighton & Hove Albion W.F.C..
Hun fik sin officielle debut på det svenske landshold i 28. juni 2021 i en 3-1-sejr over Brasilien. Efterfølgende blev hun udtaget til landstræner Peter Gerhardssons officielle trup mod EM i fodbold for kvinder 2022 i England.